# Цершак
Цершак (словен. Ceršak) — поселення в общині Шентиль, Подравський регіон‎, Словенія.